# Roark Critchlow
Roark Grant Critchlow (Calgary, 11 maggio 1963) è un attore canadese.

## Biografia
Critchlow nacque a Calgary, Alberta, Canada. Era un insegnante di teatro alla Università di Victoria, ed è attualmente sposato con Maria Brewer, con cui produsse e recitò nel film Making it Home. Roark e Maria hanno tre figli: Jara Shea, Reign, e Credence. Roark pratica molti sport e viene soprannominato Howard Roark, un personaggio del romanzo La fonte meravigliosa.

## Filmografia

### Cinema
- Uomini al passo (Cadence), regia di Martin Sheen (1990)
- Making It Home, regia di Christine Brewer (1998)
- Asylum Days, regia di Thomas Elliott (2001)
- Mr. Deeds, regia di Steven Brill (2002)
- Una hostess tra le nuvole (View from the Top), regia di Bruno Barreto (2003)
- Buds for Life, regia di Gabriel Bologna (2004)
- Ghosts Never Sleep, regia di Steve Freedman (2005)
- Komodo vs. Cobra, regia di Jim Wynorski (2005)
- The Last Stand, regia di Russ Parr (2006)
- Urban Decay, regia di Harry Basil (2007)
- True Bloodthirst, regia di Todor Chapkanov (2012)
- Scavengers, regia di Travis Zariwny (2013)
- Dear Sidewalk, regia di Jake Oelman (2013)
- BlackJacks, regia di Nicolas Aaron Mezzanatto (2014)
- By God's Grace, regia di Brett Eichenberger (2014)
- Un uragano all'improvviso (The Layover), regia di William H. Macy (2017)
- Chained, regia di Titus Heckel (2020)

### Televisione
- I quattro della scuola di polizia (21 Jump Street) - serie TV, 2 episodi (1989-1991)
- The Adventures of Black Stallion - serie TV, episodio 1x08 (1990)
- Neon Rider - serie TV, episodio 1x18 (1990)
- Bordertown - serie TV, 2 episodi (1990-1991)
- Il commissario Scali (The Commish) - serie TV, episodio 1x01 (1991)
- Street Justice - serie TV, episodio 1x15 (1992)
- The Comrades of Summer, regia di Tommy Lee Wallace - film TV (1992)
- The Round Table - serie TV, episodio 1x01 (1992)
- The Heights - serie TV, episodio 1x10 (1992)
- L'evaso e la signora (The Man Upstairs), regia di George Schaefer - film TV (1992)
- Il richiamo della foresta (Call of the Wild), regia di Michael Toshiyuki Uno - film TV (1992)
- Judgment Day: The John List Story, regia di Bobby Roth - film TV (1993)
- Cobra Investigazioni (Cobra) - serie TV, episodio 1x17 (1994)
- Highlander - serie TV, episodio 2x14 (1994)
- Il tempo della nostra vita (Days of Our Lives) - serie TV, 633 episodi (1994–1999, 2010, 2022)
- Friends - serie TV, 2 episodi (1996)
- How to Marry a Billionaire: A Christmas Tale, regia di Rod Daniel - film TV (2000)
- V.I.P. Vallery Irons Protection - serie TV, episodio 3x09 (2001)
- Streghe (Charmed) - serie TV, episodio 3x18 (2001)
- S Club 7 in Hollywood - serie TV, episodio 3x04 (2001)
- Hunter - serie TV, episodio 1x02 (2003)
- Joan of Arcadia - serie TV, 2 episodi (2003-2004)
- Passions - serie TV, 32 episodi (2003-2004)
- The Perfect Husband: Il marito perfetto (The Perfect Husband: The Laci Peterson Story), regia di Roger Young - film TV (2004)
- Drake & Josh - serie TV, 3 episodi (2004-2005)
- Entourage - serie TV, episodio 2x12 (2005)
- Mi presenti Babbo Natale? (Meet the Santas), regia di Harvey Frost - film TV (2005)
- Zoey 101 - serie TV, 2 episodi (2005-2008)
- Las Vegas - serie TV, episodio 3x13 (2006)
- Malcolm – serie TV, episodio 7x12 (2006)
- Pepper Dennis - serie TV, episodio 1x11 (2006)
- Shockwave - L'attacco dei droidi (A.I. Assault), regia di Jim Wynorski - film TV (2006)
- Eyes - serie TV, episodio 1x08 (2007)
- Beautiful - serie TV, 5 episodi (2007)
- CSI: Miami - serie TV, episodio 5x19 (2007)
- Bone Eater - Il divoratore di ossa (Bone Eater), regia di Jim Wynorski - film TV (2007)
- Uno sconosciuto alla mia porta (Point of Entry), regia di Stephen Bridgewater - film TV (2007)
- Afterworld - serie TV, 8 episodi (2007)
- Turbo Dates - serie TV, episodio 2x09 (2008)
- Shark Swarm - Squali all'attacco (Shark Swarm), regia di James A. Contner - film TV (2008)
- Hydra - L'isola del mistero (Hydra), regia di Andrew Prendergast - film TV (2009)
- Battlestar Galactica - serie TV, 2 episodi (2009)
- Il momento di tornare (Mending Fences), regia di Stephen Bridgewater - film TV (2009)
- V - serie TV, 15 episodi (2009-2011)
- The Mentalist - serie TV, episodio 2x12 (2010)
- Pretty Little Liars - serie TV, 12 episodi (2010-2015)
- NCIS - Unità anticrimine (NCIS: Naval Criminal Investigative Service) - serie TV, episodio 8x11 (2011)
- Ci pensa Cupido! (Cupid, Inc.), regia di Ron Oliver - film TV (2012)
- Drop Dead Diva - serie TV, episodio 4x01 (2012)
- Flashpoint - serie TV, episodio 5x09 (2012)
- I 12 disastri di Natale (The 12 Disasters of Christmas), regia di Steven R. Monroe - film TV (2012)
- Republic of Doyle - serie TV, episodio 4x06 (2013)
- Ultime ore della Terra (Earth's Final Hour), regia di W.D. Hogan – film TV (2012)
- Arrow - serie TV, 2 episodi (2014)
- Cedar Cove - serie Tv, 2 episodi (2014)
- Supernatural – serie TV, episodio 10x09 (2014)
- A Dangerous Arrangement, regia di Mario Azzopardi - film TV (2015)
- Unreal - serie TV, episodio 1x04 (2015)
- Una madre bugiarda (Mother of All Lies), regia di Monika Mitchell - film TV (2015)
- I misteri di Murdoch (Murdoch Mysteryes) - serie TV, episodio 9x06 (2015)
- Dolci e delitti (Murder, She Baked) - miniserie TV, episodio 1x03 (2017)
- Heartland - serie TV, episodio 9x12 (2016)
- Un'amante scomoda (Pregnant at 17), regia di Curtis Crawford - film TV (2016)
- Paradise Inc. - serie TV, 2 episodi (2016)
- Tin Star - serie TV, 3 episodi (2017)
- Gli stivali di Babbo Natale (Santa's Boots), regia di Shawn Tolleson - film TV (2018)
- Vantage Hearts, regia di David I. Strasser - film TV (2020)
- Rise and Shine, Benedict Stone, regia di Peter Benson - film TV (2021)
- A Mrs. Miracle Christmas, regia di Ruby J. Munro - film TV (2021)
- Tre dolci parole (Sweet as Pie), regia di Jonathan MacPherson - film TV (2022)
- A Kismet Christmas, regia di Mark Jean - film TV (2022)
- L'albero della mia famiglia (My Favorite Christmas Tree) - regia di Jason Bourque, film TV (2022)

#### Cortometraggi
- Coming Clean, regia di Ken Feinberg (2002)
- 5 Minutes, regia di Catherine C. Pirotta (2005)
- Sorrow Lost, regia di Brian A. Metcalf (2005)
- Mr. West, regia di Oliver Ward (2013)
- Easy Money, regia di Mike Palmer (2013)

## Doppiatori italiani
Nelle versioni in italiano delle opere in cui ha recitato, Roark Critchlow è stato doppiato da:
- Manfredi Aliquò in Uomini al passo
- Mico Cundari ne Il commissario Scali
- Daniele Barcaroli in Asylum Days
- Vittorio Guerrieri in Shockwave - L'attacco dei droidi
- Fabio Boccanera in Beautiful
- Davide Lepore in CSI: Miami
- Stefano Benassi in Pretty Little Liars
- Massimo Rossi in V
- Massimo Bitossi in The Mentalist
- Gaetano Varcasia in NCIS - Unità anticrimine
- Ambrogio Colombo ne I 12 disastri di Natale
- Luca Semeraro in Ultime ore della Terra
- Giorgio Locuratolo in Supernatural
- Massimiliano Lotti in Dolci e delitti
- Fabio Gervasi in L'albero della mia famiglia